# Elkin Murillo
Elkin Antonio Murillo Amor (Apartadó, 20 settembre 1977) è un ex calciatore colombiano.